# 1573
1573 (MDLXXIII) var ett normalår som började en torsdag i den julianska kalendern.

## Händelser

### Januari
- 1 januari – Ryssarna stormar och erövrar fästet Weissenstein (Wittensten) från svenskarna.
- 23 januari – Svenskarna besegrar ryssarna i slaget vid Lode.

### Juli
- 1 juli – Portugals ockupation av Malé upphör.[1]

### Oktober
- Oktober – Erik XIV förs ensam till Västerås. Hans övriga familj förs till Finland.

### December
- December – Johan III utser Laurentius Petri Gothus till ny svensk ärkebiskop.
- Slutet av året - Stillestånd sluts mellan Sverige och Ryssland på Viborgsfronten.

### Okänt datum
- Adelsmän börjar resa krav på att en fast grupp rådsherrar alltid skall finnas samlad i Stockholm för att övervaka rikets styrelse. Förslaget vinner inte Johan III:s gehör.
- Hertig Karl (IX) anställer den tysk-italienska arkitekten Christoffer Pahr för att bygga om Nyköpingshus.[2]
- Gripsholms slott renoveras.
- Vid Nyen påbörjar svenskarna de första befästningsarbetena vid blivande Nyenskans.
- Gujarat erövras av Akbar den store.
- Henrikas Valua uppstiger som förste polsk-litauiske kung på Litauens tron.
- Hertigen av Alba förlorar ståthållarskapet i det rebelliska Nederländerna.
- Oda Nobunaga fördriver den siste Ashikaga–shogunen.
- Staden Cordoba i Argentina, grundläggs.

## Födda
- 10 januari – Simon Marius, tysk astronom.
- 12 april – Kristina av Holstein-Gottorp, svensk riksföreståndargemål 1599–1604 och drottning av Sverige 1604–1611, gift med Karl IX.
- 17 april – Maximilian I av Bayern, tysk kurfurste.
- 26 april – Maria av Medici, fransk drottning och regent.
- 16 augusti – Anna av Österrike, drottning av Polen och Sverige 1592–1598, gift med Sigismund.
- 8 september – Georg Friedrich von Greiffenklau, tysk ärkebiskop och kurfurste av Mainz.
- 7 oktober – William Laud, engelsk prelat.
- 29 november – Johannes Canuti Lenaeus, svensk ärkebiskop 1647–1669.
- 3 december – Willem de Besche, vallonsk-svensk byggherre och bruksägare

## Avlidna
- 7 juli – Giacomo Barozzi da Vignola, italiensk arkitekt.
- 26 oktober – Laurentius Petri Nericius, svensk ärkebiskop sedan 1531.
- William Howard, engelsk storamiral och diplomat.
- Laura Dianti, italiensk kulturpersonlighet.
- Maria van Schooten, nederländsk frihetshjältinna.

### Fotnoter
1. ↑  World Statesmen (läst 4 april 2011)
2. ↑  Statens Fastighetsverk Arkiverad 14 juli 2014 hämtat från the Wayback Machine.